# Vogelzaden

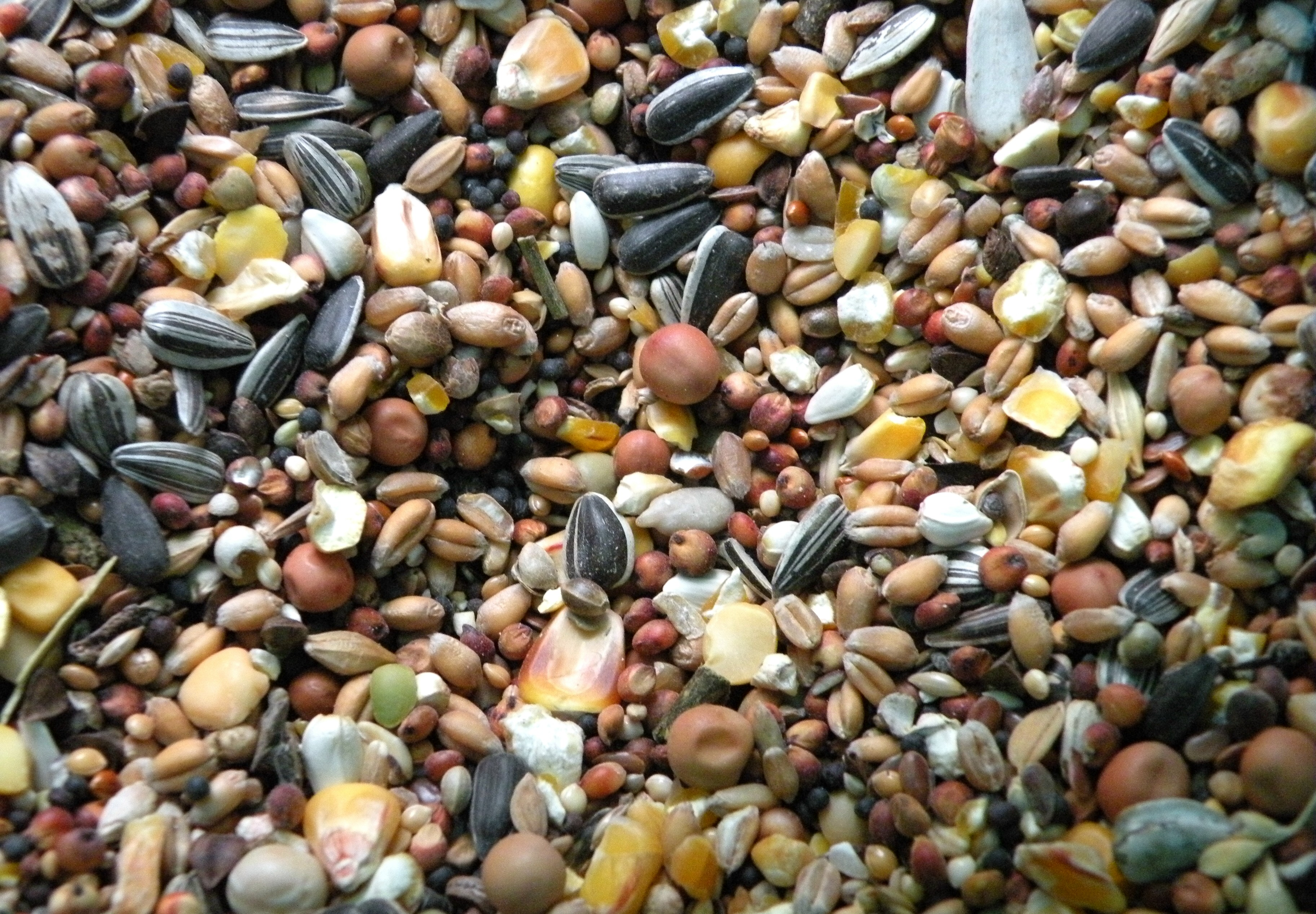
Gemengd vogelzaad (winter-strooivoer)

Vogelzaden, hun oorsprong en eigenschappen. Opgemerkt dient te worden dat vaak ook mengelingen (dit zijn mengsels in een vaste verhouding) worden aangeboden van diverse onderstaande soorten. Het gebruik van zaden van planten van andere continenten kan tot gevolg hebben dat floravervalsing ontstaat. Met als gevolg dat exotische plantensoorten in het wild voet aan de grond krijgen. Bij de vermelding Exoten gaat het over tropische zaadetende vogels. Kiemzaad ten slotte, verwijst naar de mogelijkheid om dergelijk zaad te laten ontkiemen en de kiemen ook als groenvoer te verstrekken.
Kanariezaad
(platzaad, witzaad) Hoofdbestanddeel van de meeste zadenmengelingen, dus niet alleen voor kanaries. Behoort tot de familie van de grassen. Grootte en uitzicht zijn sterk afhankelijk van het land van herkomst. Is in zuidelijke landen een onkruid.
Gebruik: Kanaries, Wildzang, Exoten, Grasparkieten, Grote parkieten.
Oorsprong: Canada, Argentinië, Australië, Hongarije, Marokko.
Gepelde haver
Wordt graag opgenomen en goed aan de nestjongen doorgevoederd. Te grote hoeveelheden kunnen aanleiding geven tot vetzucht.
Gebruik: Kanaries, Wildzang, Exoten, Grasparkieten, Grote parkieten, Papegaaien.
Oorsprong: België, Frankrijk, Engeland.
Kempzaad
(hennepzaad) Zaad van Cannabisplant. Bevat hoogwaardig eiwit. Wordt graag aan de jongen doorgevoerd. Wekt de paringsdrift bij vogels op (opgelet: vogels kunnen ook te driftig worden).
Gebruik: Kanaries, Wildzang, Exoten, Grasparkieten, Grote parkieten, Papegaaien.
Oorsprong: China, Rusland, Libanon, Uruguay, Hongarije, Frankrijk.
Lijnzaad
Zaad van de vlasplant. Donker of licht gekleurd. Bevat een hoge hoeveelheid omega 3-vetzuur, essentieel voor de opbouw van het verenkleed. Bevorderd de spijsvertering door zijn slijmvormende eigenschappen.
Gebruik: Kanaries, Wildzang, Grasparkieten, Grote parkieten.
Oorsprong: België, Hongarije, Canada.
Nigerzaad
Wordt door de meeste vogels graag opgenomen. Duurdere zaadsoort, die in een goede mengeling zeker niet mag ontbreken. Is een van de weinige vogelzaden met een goede calcium/fosfor verhouding.
Gebruik: Kanaries, Wildzang, Exoten, Grasparkieten, Grote parkieten, kiemzaad.
Oorsprong: Nepal, India, Myanmar, Ethiopië, Hongarije.
Raapzaad
Heeft een zoete smaak. Kleur is sterk afhankelijk van de streek waar het geteeld werd. Eiwitrijk, doch vetrijk zaad, dus met mate te gebruiken.
Gebruik: Kanaries, Wildzang, Kiemzaad.
Oorsprong: Verenigde Staten, Canada, Hongarije, Scandinavië, Polen.
Koolzaad
Groter en zwarter dan raapzaad. Is meer bitter van smaak dan raapzaad. De voedingswaarde is identiek als die van raapzaad.
Gebruik: Kanaries, Wildzang.
Oorsprong: Nederland, Frankrijk, Hongarije, Polen.
Blauwmaanzaad
Zeer vetrijk zaad, afkomstig van de papaverplant. Heeft rustgevende eigenschappen. Is uitermate geschikt om onrustige tentoonstellingsvogels wat te kalmeren. Kan echter ook de zang afremmen.
Gebruik: Kanaries, Wildzang.
Oorsprong: Hongarije.
Dari
(sorghum) Behoort tot de familie van de gierstsoorten. Heeft een gunstig aminozuurpatroon.
Gebruik: Grote parkieten, Papegaaien, Duiven.
Oorsprong: China, Soedan, Kenia, India, Frankrijk, Australië, VS.
Milo
Rode ondersoort van dari.
Gebruik: Grote parkieten, Papegaaien, Duifjes.
Oorsprong: Frankrijk.
Gele millet
(plata millet) De meest voorkomende soort millet. Bestaat , zoals de meeste andere milletsoorten, hoofdzakelijk uit koolhydraten.
Gebruik: Exoten, Grasparkieten, Grote parkieten.
Oorsprong: Argentinië, VS, Hongarije, Australië, Rusland.
 Witte millet
Zaden van goede kwaliteit zijn zeer zacht. Wordt daardoor, ondanks zijn groter formaat, zeer graag gegeten door Australische prachtvinken.
Gebruik: Exoten, Grasparkieten, Grote parkieten, Duifjes.
Oorsprong: VS (Dakota; Colorado), Australië, China.
Rode millet
Is meestal harder dan de andere milletsoorten. Zorgt voor een aantrekkelijke kleur in de mengelingen.
Gebruik: Exoten, Grasparkieten, Grote parkieten.
Oorsprong: Nederland, Frankrijk, Hongarije, Polen.
 Japanse millet
De meest eiwitrijke milletsoort. Geeft een meerwaarde aan iedere zaadmengeling.
Gebruik: Exoten, Grasparkieten, Grote parkieten.
Oorsprong: China, Australië, Zuid-Afrika.
Gele Panis
(mannazaad, Senegalgierst) Kleinkorrelige soort millet, daardoor vooral geschikt voor kleinere kweekmengelingen. Zeer veel verschillende ondersoorten.
Gebruik: Exoten, Grasparkieten.
Oorsprong: Australië, Argentinië, China, Zuid-Afrika.
Rode Panis
Zeer fijne soort millet.
Gebruik: Exoten.
Oorsprong: Zuid-Afrika, Australië, China.
Gestreepte zonnebloempitten
Zeer veel ondersoorten, van zeer klein tot groot en vol (Toma-variëteit). Volledig zwarte ondersoorten worden vooral voor de olieproductie geteeld. (zie: zonnebloemolie)
Gebruik: Grote parkieten, Papegaaien
Oorsprong: Canada, Hongarije, China, VS, Bulgarije, Roemenië, Frankrijk, Argentinië, Australië, Zuid-Afrika.
Witte zonnebloempitten
Zijn meestal groter dan de gestreepte (zie aldaar). Worden door papegaaien het liefst gegeten.
Gebruik: Papegaaien.
Oorsprong: Kenia, Egypte, Hongarije.
Cardy
(saffloorpitjes) Ondanks zijn gelijkenis in vorm en samenstelling met de zonnebloempitten (i.c. de witte, zie hierboven), behoort het tot een gans andere plantenfamilie, nl. de distels.
Gebruik: Wildzang, Grasparkieten, Grote parkieten, Papegaaien, Duifjes, Kiemzaad.
Oorsprong: China, India, Australië, Hongarije.
Boekweit
Zetmeelrijk gewas (zie: Boekweit), dat vooral op arme zandgronden geteeld wordt. Vetarm en rijk aan koolhydraten.
Gebruik: Grote parkieten, Papegaaien.
Oorsprong: Argentinië, China, Frankrijk, Brazilië, Rusland, Hongarije.
 Katjang idjoe
Behoort tot de familie van de sojaboon. Door zijn goede kiemkracht vooral gebruikt in kiemzaadmengelingen, ook voor kleinere vogelsoorten. De kiemen zijn, net als sojascheuten, zeer eiwitrijk.
Gebruik: Grote parkieten, Papegaaien, Kiemzaad.
Oorsprong: Thailand, China, Australië.
Paddy rijst
 Ongepelde rijst. Zeer goed verteerbaar. Rijstvogels (padda's) zijn er dol op.
Gebruik: Exoten, Grote parkieten, Papegaaien, Duifjes.
Oorsprong: Frankrijk, Italië, Azië.
Voor soorten millet zie ook: gierst